# Чарлі Чух-Чух (книга)
Чарлі Чух-Чух (англ. Charlie the Choo-Choo) — дитяча книга Стівена Кінга, опублікована під псевдонімом Беріл Еванс.
Історія була написана Стівеном Кінгом і опублікована в попередньому романі Кінга «Темна вежа III: Пусті землі»: книгу знайшов Джейк, і в 22 розділі історія має бути моторошною та викликати у дітей кошмари. Вона була опублікована Simon & Schuster Books for Young Readers 11 листопада 2016 року. Книга з’являється в першому епізоді міні серіалу Apple TV+ «Історія Лізі».

## Попередня інформація
Книгу вперше показали на Comic-Con у Сан-Дієго, де відвідувачам було роздано обмежений тираж у 150 примірників. Актриса Еллісон Девіс взяла участь у підписанні книг на заході, в якій зіграла вигадану письменницю Беріл Еванс.

## Переклад українською
- Беріл Еванс (2017). Чарлі Чух-Чух. пер. з анг. Олена Любенко. Харків: КСД. 24. ISBN 978-617-12-3144-3.